# Ниловский, Сергей Фёдорович
Серге́й Фёдорович Ниловский (3 июня 1906 года, с. Новопанское, Рязанская губерния — 22 августа 1973 года) — командир 402-го гаубичного артиллерийского полка, гвардии генерал-лейтенант, Герой Советского Союза, русский.
Член КПСС с 1938 года.

## Биография
Родился 3 июня 1906 года в селе Новопанское Рязанской губернии в семье священника.
Окончил 7 классов.
В Красной Армии с 1921 года.
В 1939 году окончил артиллерийские курсы усовершенствования командного состава.
Участник советско-финской войны 1939—1940 годов.
Командир 402-го гаубичного артиллерийского полка капитан Сергей Ниловский отличился во время прорыва долговременной обороны противника у озера Суммаярви. Уничтожив четыре мощных дота и десятки огневых точек противника, полк Ниловского С. Ф. обеспечил прорыв советских частей к городу Выборгу.
За умелое командование полком, образцовое выполнение боевых заданий командования на фронте борьбы с финской белогвардейщиной и проявленные при этом отвагу и геройство Указом Президиума Верховного Совета СССР от 21 марта 1940 года капитану Ниловскому Сергею Фёдоровичу присвоено звание Героя Советского Союза с вручением ордена Ленина и медали «Золотая Звезда».
В годы Великой Отечественной войны отважный офицер командовал артиллерийскими частями и соединениями, гвардейскими миномётными частями фронта. С. Ф. Ниловский был также награждён орденом Ленина за бои под Оршей в 1941 году. После гибели капитана Флёрова И. А. именно Ниловскому было поручено командовать всеми установками «БМ-13» («Катюша»), которые поступали в войска в 1941 году. Именно он разработал и применил тактику использования «Катюш» в битве за Москву (кроме него не было никого, кто умел бы использовать это новое в то время оружие).
Возвратившись, после ранения (ранен 16.08.1941) в начале октября, гвардии майор Ниловский приступил к командованию 14-го ГМП, а в с ноября 1941 года назначен заместителем ОГ ГМЧ ЗапФ, с 10 ноября — врид начальника ОГ ГМЧ ЗапФ. В 1941 году ему, тогда ещё подполковнику, И. В. Сталин лично присвоил воинское звание «генерал-майор артиллерии» (минуя звание «полковник»).
С июля 1944 года — начальник ОГ ГМЧ 3-го БелФ, а с августа — заместитель командующего артиллерии по ГМЧ 3-го БелФ.
После войны генерал-лейтенант артиллерии Ниловский возглавлял Научно-исследовательский институт, который создал первые ракеты противовоздушной обороны (ПВО).
В 1948 году он окончил Военную академию Генерального штаба.
В 1951 году генерал Ниловский стоял у истоков создания ракетного полигона ПВО «Капустин Яр», где был первым комендантом.
В 1950—1952 годах — начальник полигона войск ПВО (город Знаменск), затем — начальник факультета Военной академии имени Ф. Э. Дзержинского, с 1957 по 1966 год — начальник 2-го Центрального научно-исследовательского института Министерства обороны СССР в городе Калинин.
С 1966 года генерал-лейтенант артиллерии Ниловский С. Ф. — в запасе.
Скончался 22 августа 1973 года.
Похоронен в Москве на Головинском кладбище (участок 21).

## Награды
- Медаль «Золотая Звезда» (№ 112),
- два ордена Ленина (1940, 1941),
- три ордена Красного Знамени,
- ордена Суворова 1-й степени,
- орден Кутузова 1-й степени[3],
- орден Богдана Хмельницкого 1-й степени,
- ордена Суворова 2-й степени,
- медали.

## Память
- Имя Героя носила пионерская дружина школы № 4 города Коломна Московской области.
- На полигоне «Капустин Яр» ему установлен обелиск.
- 3 июня 2006 года в честь Героя Советского Союза гвардии генерал-лейтенанта артиллерии Ниловского С. Ф. в Твери на стене здания 2-го Центрального научно-исследовательского института Министерства обороны РФ была установлена мемориальная доска. С этого же дня сквер, прилегающий к территории Института, носит название «сквер С. Ф. Ниловского».
- 7 мая 2015 года в Твери в сквере Ниловского в торжественной обстановке был открыт памятник С. Ф. Ниловскому. https://www.youtube.com/watch?v=vyZPV52tJSM&feature=youtu.be